# Liste von Persönlichkeiten der Stadt Herten
Diese Liste von Persönlichkeiten der Stadt Herten umfasst die Bürgermeister, Ehrenbürger, Söhne und Töchter der Stadt sowie weitere Persönlichkeiten mit Bezug zur Stadt.

## (Ober-)Bürgermeister

### Bürgermeister seit 1927
- 1927–1931: Adolf von Kleinsorgen (ab 27. Dezember 1927 durch eine Gesetzesänderung)
- 1931–1945: Paul West, ab 1933: NSDAP
- 1945: Johann Buschmann (wegen Krankheit zurückgetreten)
- 1945–1946: Wilhelm Rheinländer, vermutlich zunächst: Zentrum, dann: CDU
- 1946–1948: Albert Müller, CDU
- 1948–1956: Walter Voigt, SPD
- 1956–1956: Hans Jablonsky, SPD
- 1956–1975: Hans Senkel, SPD
- 1975–1991: Willi Wessel, SPD
- 1991–1999: Karl-Ernst Scholz, SPD
- 1999–2004: Klaus Bechtel, SPD
- 2004–2016: Ulrich Paetzel, SPD
- 2016–2020: Fred Toplak, TOP
- 2020–Heute: Matthias Müller (Parteilos)

### Amtmänner
- 1857–1865: Graf Felix Droste zu Vischering von Nesselrode-Reichenstein
- 1867–1876: Graf Hermann Droste zu Vischering von Nesselrode-Reichenstein
- 1876–1879: Leutnant a. D. de la Chevallerie
- 1879–1881: Friedrich Meistring
- 1881–1886: August Zumloh
- 1886–1901: H. Böckenhoff
- 1901–1927: Adolf von Kleinsorgen

### Stadtdirektoren
- 1946–1958: Wilhelm Rheinländer
- 1958–1975: Ulrich Stanke
- 1976–1981: Heinz Pickmann
- 1981–1989: Dr. Bernd Adamaschek
- 1989–1992: Friedhelm Hodde
- 1992–1993: Karl Bockelmann
- 1994–1999: Klaus Bechtel

## Ehrenbürger

### Ehemalige Ehrenbürger der Stadt
- 2. Februar 1957: Karl Schweisfurth

### Aktuelle Ehrenbürger der Stadt
- 7. Februar 2007: Willi Wessel

## In Herten geborene Persönlichkeiten

### Im 19. Jahrhundert
- Wilhelm Grothaus (1893–1965), Politiker (KPD/SED), Opfer des Nationalsozialismus und des Stalinismus
- Karl Schweisfurth (1897–1964), Unternehmer (Firma Schweisfurth, später Herta)
- Joseph Borchmeyer (1898–1989), Jurist und Politiker, Reichstagsabgeordneter

### 20. Jahrhundert
- Willi Meier (1907–1979), Leichtathlet, Olympiateilnehmer
- Gerd Baukhage (1911–1998), Maler
- Johannes Malka (1922–2017), Fußball-Schiedsrichter und Funktionär
- Karl Steinhart (1926–1988), Politiker (SPD), MdL
- Karl Ludwig Schweisfurth (1930–2020), Unternehmer
- Erwin Marschewski (* 1940), Politiker (CDU), MdB
- Heinz H. Menge (* 1944), Germanist
- Dirk Böcker (* 1945), Generalleutnant a. D.
- Hans Gerhard Schulz (* 1946), Sportfunktionär
- Rolf Hempelmann (* 1948), Politiker (SPD), MdB
- Peter Kent (* 1948), Popmusiker
- Dagmar Schmidt, (1948–2005), Politikerin, Mitglied des Deutschen Bundestages
- Christel Humme (* 1949), Politikerin (SPD), MdB
- Erich Laaser (* 1951), Sport-Kommentator (Sat.1)
- Walter Rebell (* 1951), Theologe, Psychologe und Schriftsteller
- Ekkehard Mattukat (* 1952), Amateur-Boxer
- Rolf Sonderkamp (* 1952), Wanderbuch-Autor
- Reinhold Engberding (* 1954), Künstler
- Jochem Ahmann (* 1957), Künstler und Designer
- Klaus-Dieter Hommel (* 1957), Gewerkschafter
- Andreas Christoph Schmidt (* 1957), Autor, Regisseur und Produzent
- Ludger Pistor (* 1959), Schauspieler
- Karl Schweisfurth (* 1959), Unternehmer
- Barbara Mensing (* 1960), Bogenschützin, zweifache Olympiamedaillengewinnerin
- Thomas Turek (* 1961), Verfahrensingenieur und Hochschullehrer
- Stephan Brandner (* 1966), Politiker (AfD), MdB
- Kirsten Erl (1966–2017), Fernsehrichterin (Das Jugendgericht, RTL)
- Stefan Werni (1967–2024), Kontrabassist und Komponist
- Judith Walgenbach (* 1970), bildende Künstlerin
- Jörg Strube (* 1971), Fußballspieler
- Dagmar Spengler (* 1974), Cellistin
- Nils Habbe (* 1976), Chirurg
- Sven Lindberg (* 1979), Psychologe und Hochschullehrer
- Christian Timm (* 1979), Fußballspieler
- Sebastian Netz (* 1980), Gitarrist und Songwriter
- David Pfeffer (* 1982), Sänger und Songwriter
- Ferdinand Stebner (* 1982), Volleyballspieler
- Benedikt Hahn (* 1984), Schauspieler, Sprecher und Moderator
- Kerem Demirbay (* 1993), Fußballspieler
- Paulina Körner (* 1996), Basketballspielerin
- Timo Becker (* 1997), Fußballspieler
- Phil Neumann (* 1997), Fußballspieler
- Adam Ladkani (* 1995), Autor und Psychologe

### 21. Jahrhundert
- Pia Mohr (* 2002), Volleyballspielerin

## Bekannte Einwohner und mit Herten verbundene Persönlichkeiten
- Rudi Assauer (1944–2019), ehemaliger Manager der Fußballvereine FC Schalke 04 und Werder Bremen
- Hans-Heinrich Holland (1948–2011), deutscher Politiker, Historiker und Autor
- Ralph Herrmann (* 1949), Beuys-Schüler und freischaffender Künstler (bis 1975 wohnhaft)
- Iskender Gider (* 1957), freischaffender Künstler und Kinderbuchautor (wohnt jetzt in Recklinghausen)
- Andreas Wildenhain (* 1965), deutscher Musiker
- Michael Holtschulte (* 1979), deutscher Cartoonist, Karikaturist und Illustrator
- Domenico Tedesco (* 1985), deutsch-italienischer Fußballtrainer